# Villa Rustica (Wellow)
Die Villa Rustica bei Wellow ist ein ehemaliger römischer Gutshof (Villa rustica) auf dem Gebiet der heutigen Gemeinde Wellow in der Grafschaft Somerset in England. Der römische Gutshof befindet sich nördlich der „Wellow Road“, rund 600 Meter westlich des Dorfes Wellow, unweit des Flusses Wellow Brook.
Die Reste der Anlage wurden bereits 1685 gefunden und zum Teil ausgegraben. Damals wurde vor allem ein großes Mosaik freigelegt, das auch gezeichnet wurde. Weitere Untersuchungen fanden 1787 und 1807 statt. Von 1820 bis 1821 gab es weitere Grabungen, die jetzt auch einen Plan der ganzen Villa produzierten.
Die Villa bestand aus einer Anlage mit drei Flügeln, die sich um einen Hof gruppieren. Der Haupteingang lag wahrscheinlich im Süden, wo der Hof nur durch eine Mauer begrenzt wurde. Das Haupthaus lag gegenüber im Norden und hatte einen Portikus an der Front und an der Rückseite. Im Zentrum dieses Haupthauses gab es einen Saal, der mit einem großen Mosaik geschmückt war. Der Saal war etwa 10,46 × 8 Meter groß. Das Mosaik ist heute verloren, es existieren aber noch Zeichnungen, die bei den Ausgrabungen von 1685 und 1807 angefertigt wurden. 1685 war das Mosaik noch etwa zur Hälfte erhalten, 1823 nur noch zu einem kleinen Teil. Die Darstellung in der Mitte des Mosaiks ist auf der Zeichnung nicht mehr eindeutig zu erkennen, doch war hier einst wahrscheinlich Orpheus dargestellt, wie man aus Parallelen erschließen kann. Im Haupthaus fanden sich weitere Mosaiken, die zum großen Teil geometrische Muster zeigten und 1823 zum großen Teil noch gut erhalten waren. Heute sind sie alle verloren. Sie sind wahrscheinlich von einer Werkstatt ausgelegt worden, der weitere Mosaiken zugeschrieben werden, die heute in der Archäologie als Southern Dobunnic Group zusammengefasst werden.